# 切萨罗求和
切薩羅求和（英語：Cesàro summation）也稱為切薩羅平均（Cesàro mean）或切薩羅極限（Cesàro limit），是由義大利的數學家恩納斯托·切薩羅（Ernesto Cesàro）發明，是計算無窮級數和的方式。若一級數收斂至α，則其切薩羅和存在，其值為 α，而有些發散級數也可以用切薩羅求和的方式，計算出切薩羅和。可以計算切薩羅求和的級數是切薩羅可求和的級數。
切薩羅求和可視為是一種特殊的矩陣可求和法。
切薩羅求和中的「求和」一詞可能會造成誤解，而有關切薩羅求和的敘述和證明也和無窮級數證明的Eilenberg–Mazur swindle有關。有關切薩羅可求和級數，常被提到的是格蘭迪級數，依照切薩羅求和可得其「和」為1/2。

## 定義
令{an}為一數列，且令
{\displaystyle s_{k}=a_{1}+\cdots +a_{k}}
為數列前k項的部份和：
{\displaystyle \sum _{n=1}^{\infty }a_{n}}.
若以下的條件成立，則此數列{an}的切薩羅和存在，且其值為α。
{\displaystyle \lim _{n\to \infty }{\frac {s_{1}+\cdots +s_{n}}{n}}=\alpha }.

## 格蘭迪級數的例子
令 an = (-1)n+1, n ≥ 1。因此{an} 為以下的數列：
{\displaystyle 1,-1,1,-1,\ldots }。
其部份和組成的數列 {sn} 為
{\displaystyle 1,0,1,0,\ldots }；
此數列為格蘭迪級數，不會收斂。
而數列 {(s1 + ... + sn)/n} 的各項分別為
{\displaystyle {\frac {1}{1}},\,{\frac {1}{2}},\,{\frac {2}{3}},\,{\frac {2}{4}},\,{\frac {3}{5}},\,{\frac {3}{6}},\,{\frac {4}{7}},\,{\frac {4}{8}},\,\ldots }；
當n趨近於無限大，切薩羅和為如下極限：
{\displaystyle \lim _{n\to \infty }{\frac {s_{1}+\cdots +s_{n}}{n}}=1/2}。
因此，數列 {an} 的切薩羅和為 1/2。

## 推廣
切薩羅在1890年發展了更廣泛的切薩羅和，表示為(C, n)，其中n為非負整數。
(C, 0) 是一般定義下的和，而(C, 1)就是上述的切薩羅和。
n>1時的(C, n) 如下所述：
對於級數Σan, 定義
{\displaystyle A_{n}^{-1}=a_{n};A_{n}^{\alpha }=\sum _{k=0}^{n}A_{k}^{\alpha -1}}
(上面的指数不表示指数)且定義 Enα 為數列 1 , 0 , 0 , 0 , 0· · · 的 Anα。
則 Σan 的 (C, α) 和則為
{\displaystyle \lim _{n\to \infty }{\frac {A_{n}^{\alpha }}{E_{n}^{\alpha }}}}
若以上數值存在。
这种描述代表初始求和方法的 α 次迭代应用。

## 註解
1. ↑  
Hardy, G. H. . Providence: American Mathematical Society. 1992. ISBN 978-0-8218-2649-2.
2. ↑  
Katznelson, Yitzhak. . New York: Dover Publications. 1976. ISBN 978-0-486-63331-2.
3. ↑  Henk C. Tijms. . John Wiley & Sons. 2003: 439. ISBN 978-0-471-49880-3.
4. ↑  Shawyer and Watson pp.16-17